# Antipsiquiatria

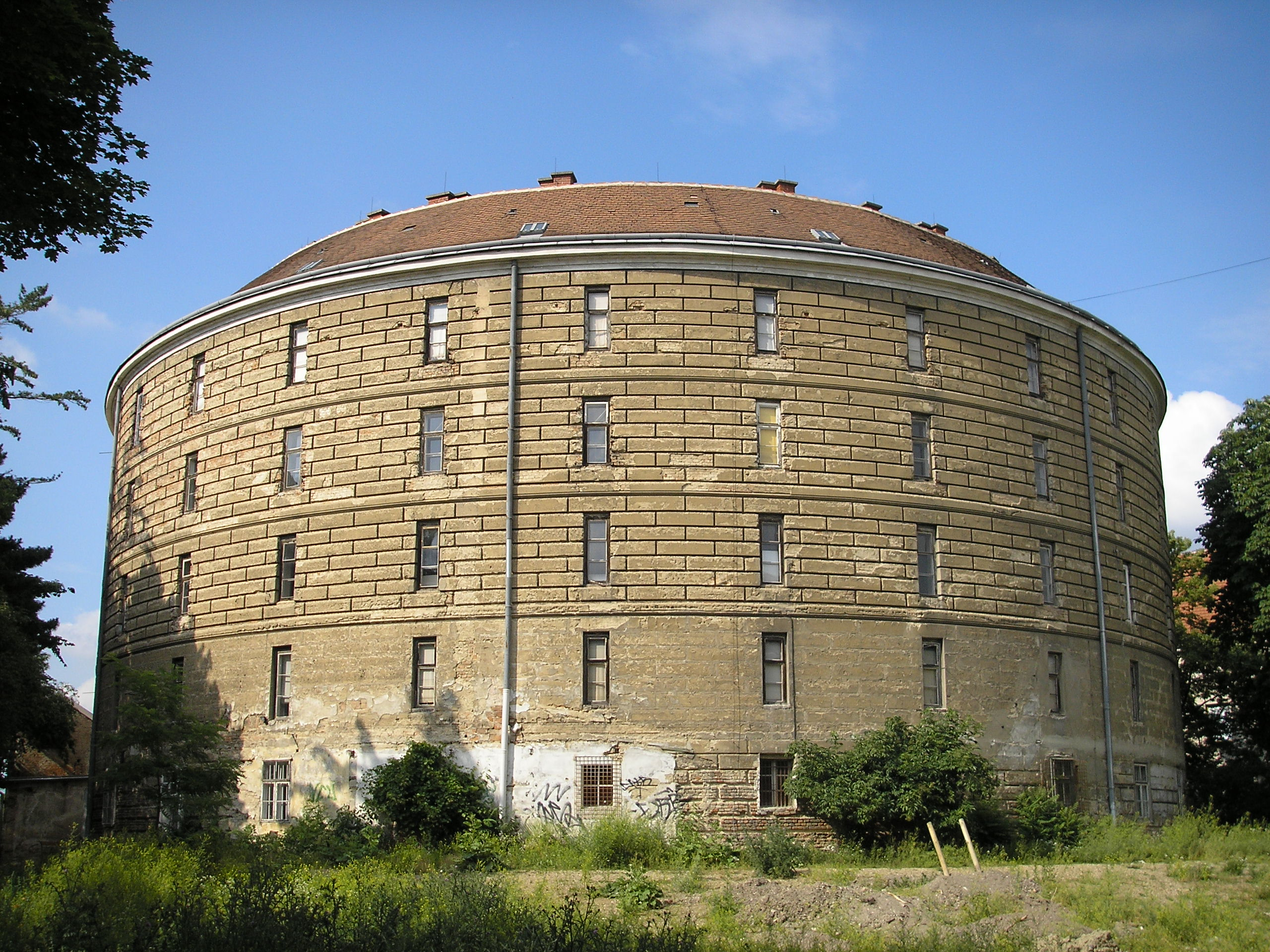
Hospital psiquiàtric Narrenturm, construït a Viena el 1784 com a casa de bojos

Antipsiquiatria és un terme usat per referir-se a una configuració de grups i constructes teòrics que van sorgir en la dècada de 1960 i van qüestionar les pràctiques i els supòsits fonamentals de la psiquiatria, com ara la seva afirmació que havia aconseguit una objectivitat científica universal. A l'inici va tenir les influències de Michel Foucault, RD Laing, Thomas Szasz i, a Itàlia, Franco Basaglia i Giorgio Antonucci. El terme va ser utilitzat per primera vegada pel psiquiatre David Cooper el 1967.
Dos dels arguments centrals del moviment anti-psiquiatria són els següents:
1. Les definicions específiques o els criteris sobre els quals s'elaboren els diagnòstics psiquiàtrics són vagues i arbitraris i deixen molt d'espai per a opinions i interpretacions bàsiques enfront dels estàndards científics.[2]
2. Els tractaments psiquiàtrics predominants són en última instància molt més perjudicials que no pas útils per als pacients.

## Característiques
Les crítiques més habituals expressades pels moviments antipsiquiatria sostenen que la psiquiatria utilitza eines i conceptes mèdics de forma inadequada.
Una petita minoria dels professionals de la salut mental professen una posició antipsiquiàtrica. La gran majoria de la comunitat mèdica i científica, però, considera l'antipsiquiatria com un moviment marginal i heterogeni, les propostes alternatives del qual han demostrat ser de poca o nul·la eficàcia i validesa científica, encara que és difícil quantificar la participació de l'opinió pública o dels professionals, així com la influència de les opinions que li donen suport.
Malgrat el nom, el moviment es considera sovint a si mateix com el promotor d'una forma de psiquiatria, per bé que en marcat contrast amb el pensament actual. Així doncs, molts dels anomenats "antipsiquiatres", incloent-hi psiquiatres amb opinions no tradicionals, tendeixen a desvincular-se dels termes i de les connotacions negatives que això implica.

## Orígens de l'antipsiquiatria
La dècada de 1930 va veure la introducció de pràctiques mèdiques controvertides, com ara la inducció al coma mitjançant l'electroxoc, la insulina o altres fàrmacs, o l'extirpació d'algunes parts del cervell (lobotomia). Aquests mètodes van ser àmpliament utilitzats per la psiquiatria d'inspiració biològica, però al mateix temps van donar lloc a serioses preocupacions i a una forta oposició basada en qüestions ètiques, en les conseqüències perjudicials i en l'abús d'aquestes pràctiques.
En la dècada de 1930 noves drogues, especialment l'antipsicòtic clorpromazina, van ser dissenyades en laboratoris i gradualment van suplantar els tractaments més controvertits. Encara que sovint es van acceptar com un avanç, també hi va haver oposició a causa d'efectes adversos com ara la discinèsia tardana. Els pacients normalment s'oposaven a la psiquiatria i refusaven prendre les drogues quan no estaven supervisades pel control psiquiàtric. També hi va haver una oposició considerable a l'ús d'hospitals psiquiàtrics i es van fer intents de fer tornar a la gent a la comunitat per mitjà de grups no controlats per la psiquiatria.
Tot i que avui en dia s’hagi generalitzat el concepte d’antipsiquiatria per fer referència a tots els moviments antiinstitucionals i reformadors psiquiàtrics, s’ha de situar el seu inici en l’antipsiquiatria anglesa de Cooper i Laing. Aquests, influenciats pel marxisme, plantegen la psiquiatria com un altre instrument per part del capitalisme per reprimir a qui no segueix l’ordre, la norma i la moral burgesa.
D’una banda, la crítica a la psiquiatria tradicional es va anar fragmentant i integrant-se en reformes institucionals, perdent part de la seva radicalitat, a través de la psiquiatria comunitària o l’atenció centrada en la persona. Per aquest motiu, es considera que el moviment d'antipsiquiatria en el seu inici no va arribar a anar a contracorrent de la psiquiatria, ni va arribar a oferir una possible alternativa que no seguis la lògica capitalista. En canvi, hi va haver un avenç d’una ideologia biologista que reduïa la malaltia mental a les ciències moleculars del cervell.
Amb els anys, han anat agafant cada cop més protagonisme els col·lectius de supervivents i usuaris, juntament amb les noves epistemologies crítiques que parteixen del feminisme, el pensament queer, l’antiracisme i els estudis crítics de la discapacitat. Aquestes han pres el relleu a la crítica antipsiquiatrica, transformant-la en lluites actuals que ofereixen una resposta alternativa al model explicatiu hegemònic del malestar, de forma situada en les subjectivitats que configuren la societat contemporània.
Actualment, ens trobem davant una situació de crisi capitalista, i en conseqüència, unes condicions de vida i uns serveis cada cop més precaris. En aquest sentit, la salut mental global també es veu agreujada, fent augmentar l’ansietat, els trets depressius, etc. Per tant, en aquest context, hi ha malestars que no són individuals, i no se solucionen anant a teràpia. És necessari explorar formes d’acompanyament del patiment que escapin del model psiquiàtric/biomèdic i no reprodueixin més violència.

## Exemples
- Associació Abilis Col·lectiu que neix a la primavera del 2019 per començar a pensar sobre la vulnerabilitat, la mort, els dols, patiment psíquic i l'acompanyament. La motivació que les va portar a encendre el projecte va ser poder pensar-ho des d'un lloc polític i col·lectiu, generant coneixement i poder-lo proporcionar als mitjans socials, persones organitzadores, associacionisme i als professionals que treballen en aquestes situacions.  Les tasques que desenvolupen són:

1. Facilitació de dinamització comunitària: iniciant espais de suport mutu que després es converteixen en col·lectius autònoms.
2. Formació a professionals: sobretot del camp social (persones que treballen violències, migracions, sensellarismes, etc.). També a professionals que per la seva tasca diària han de confrontar constantment situacions de patiment i no tenen eines per fer-ho fora de l'hegemonia.
3. Acompanyaments: a associacions de pares i mares, escoles, equips educatius. L'objectiu és donar eines per acompanyar processos de dol, com per exemple quan un infant mor a l'escola.

S'intenten allunyar del model hegemònic, que és la manera predominant a Occident, d'explicar i abordar les anomenades problemàtiques de salut mental. Aquest es basa en una tesi biomèdica en què els trastorns mentals són una disfunció a l'interior del cervell dels individus. No neguen aquesta part, però sí que fan èmfasi en totes les altres parts com la social, la cultural, etc. Per exemple, un cas d'una persona sense llar que no menja perquè pensa que li han enverinat el menjar. Si ho mirem des del model biomèdic o psiquiatria tradicional, només veiem el símptoma (un deliri o símptoma psicòtic) i faríem un ingrés involuntari perquè posa en risc la seva vida. Si mirem des d'altres bandes i ens preguntem, que li ha passat a la vida a aquesta dona?, podrem observar si es troba en situacions de precarietat i pobresa que fan que no pugui tenir control sobre si mateixa ni sobre el seu propi cos. En aquest cas, pot ser que el fet de deixar de menjar sigui l'última opció que té per tenir el control del seu propi cos.
Remarquen la col·lectivitat, perquè una de les màximes del capitalisme és que cadascú es fa responsable del seu propi destí i s'ha de resoldre els seus propis problemes. Per exemple, si hi ha una agressió al carrer, aquesta no se solucionarà per anar a teràpia un cop a la setmana, ens pot ajudar en cert moment a tornar al nostre lloc, però si vull resoldre aquest problema i deixar de viure en un món on els carrers no siguin segurs per les dones i persones dissidents, m'he d'organitzar amb les altres fora d'un espai terapèutic.
- Insània
- Nueva Psiquiatría
- Orgull Boig Barcelona
- Orgull Boig Madrid